# Бугарска православна црква
Бугарска православна црква (буг. Българска православна църква) јесте помесна и аутокефална црква са достојанством патријаршије. Налази се на осмом месту у диптиху.

## Увод
Њена јурисдикција се протеже на територију Бугарске, као и на бугарске православне црквене општине у Северној и Јужној Америци, Аустралији и др. У њеном саставу налази се 13 епархија у отаџбини (варненско-великопреславска, великотрновска, видинска, врачанска, доростолска, ловчанска, неврокопска, плевенскка, пловдивска, русенска, сливенска, софијска и старозагорска) и три епархије у расејању (њујоршка, акронска и детроитска), две парохије у Мађарској, две у Румунији и једна у Аустрији, црквено намесништво у Турској (Истанбул) и подворје БПЦ у Русији (Москва). Има око 6 милиона верника, 2000 свештенослужитеља, 3200 храмова и 500 капела, 123 манастира и скита, 400 монаха и монахиња и две духовне школе (подаци с краја 80-их година). На територији садашње Бугарске и суседних области ширење хришћанства започело је веома рано.

## Историја

### Стицање аутокефалије
По предању, у данашњој Варни постојала је епископска катедра на чијем се челу налазио ученик Св. апостола Павла Амплије; црквени историчар Јевсевије Кесаријски наводи да су још у II веку деловале епископске катедре у Дебелту и Анхијалу. Крајем IV и почетком V века, хришћанство се у овим крајевима ширило заслугом Св. Никите Ремесјанског. У V и VI веку евангелизацију врше Словени који су служили у византијској армији и тамо примили крштење. Међу протобугаре (туранско племе које у ове пределе долази са северних обала Црног мора) хришћанство је продирало још пре него што су се настанили на Балкану и формирали посебну бугарску државу (друга половина VII века). Масовно покрштавање бугарског становништва спроведено је тек 865, за владе Светог кнеза Бориса (852—889). Непосредно након примања хришћанства кнез Борис је предузео мере за задобијање црквене аутономије, што је било крунисано успехом 4. марта 870. године.
Првобитно је Бугарска црква имала статус аутономне архиепископије под врховном јурисдикцијом Константинопољске патријаршије. Први архиепископ самосталне Цркве је постао Св. Јосиф, који је примио рукоположење од константинопољског патријарха Игњатија. Доба кнеза Бориса и његовог сина Симеона (893—927) остало је забележено и као период процвата писмености и културе на овој територији, превасходно захваљујући доласку ученика Св. Кирила и Методија, Климента Охридског, Наума, Горазда и других, на ово подручје након што су прогнани из Моравске.
Пошто је 917. кнез Симеон нанео тежак пораз византијској војсци, проширио границе своје државе и прогласио се за „цара Бугара и Ромеја“, створили су се повољни услови за проглашење аутокефалије Бугарске цркве и њено уздизање у ранг патријаршије (28. октобра 927), са седиштем у Доростолу (данашња Силистра). Након пропасти Првог бугарског царства (971) и успостављања непосредне византијске власти, дошло је до значајних промена у црквеној организацији на ширем јужнословенском простору.
Избијањем устанка (976) и стварањем Самуиловог царства, постављена је основа за преуређење не само политичких већ и црквених односа. Након разних промена и премештања црквеног центра (из бугарског Доростола преко Сердике у Воден и Моглен), Самуило је крајем 10. века уредио ново црквено средиште у Преспи, где је на острву Светог Ахилија подигао велики саборни (катедрални) храм, који је постао седиште преспанског архиепископа. Самуилова Преспанска архиепископија обухватала је многе (али не све) епархије које су припадале старој Бугарској патријаршији. Током познијих година Самуилове владавине, када је порастао значај Охрида као главног центра политичке власти, у тај град је из Преспе пренето и седиште архиепископије, која је сматрана и патријаршијом, а такво уређење је задржано и за време владавине Самуилових наследника.
Заједно са коначном пропашћу Самуилове државе (1018), престала је да постоји и дотадашња Преспанско-охридска архиепископија, а византијски цар Василије II је на приближно истом подручју установио нову аутокефалну Охридску архиепископију (1019), чија је јерархија убрзо постала већином грчка. У периоду 1185—1186, након устанка који су подигли Петар и Асен и ослобађања подунавске Бугарске, што је резултовало и успостављањем Другог бугарског царства, изнова се организовала независна Црква на челу са архиепископом чије је седиште било у Трнову.
Први трновски архиепископ Василије није био признат од стране константинопољског патријарха, али убрзо је Трновска архиепископија ојачала своје позиције до те мере да је била призната за самосталну и уздигнута на ранг патријаршије (1235), у ком статусу се одржала до потпадања Бугарске под турско ропство (1393). Током ових 158 година, она је достигла процват и остала упамћена понајвише захваљујући делатности Св. Јоакима I, патријарха Игњатија и посебно Светог Евтимија, плодног духовног писца и инспиратора исправљања богослужбених књига.

### Губитак аутокефалије
Са падом Другог царства, Трновска катедра је потпала под управу Цариградске патријаршије у рангу митрополије. Охридска архиепископија се нашла под влашћу Грка фанариота и угасила се 1767. године. Доба робовања под Турцима донело је тешка искушења по верски, културни и привредни живот и национални идентитет бугарског народа. Грчка јерархија истовремено чинила све да јелинизира Бугарску православну цркву. Међутим, из Цркве су израсли инспиратори и делатници будућег националног препорода: преподобни јеромонах Пајсије Хиландарац (1722—1798), аутор „Историје славјано-бугарске о народима, и о царевима, и о светитељима бугарским“, епископ Врачански Софроније (1739—1813) и други, који су инсистирали на праву Бугара на васпостављање црквене аутокефалије и подстицали успон просвете и издаваштва.
Снажан подстрек за даље јачање националне и верске самосвести пружио је руско-турски рат (1828—1829), као и јачање веза са Русијом, у чијим духовним академијама су још од 1838. почели да се школују и монаси из Бугарске.
Почетком друге половине XIX века Бугари су формулисали захтев за васпостављање црквене аутономије, али пошто се грчка јерархија о њега оглушила, 3. априла 1860, на Васкрс, са амвона бугарског храма у Цариграду епископ Иларион помиње православно епископство уместо цариградског патријарха, чиме је Бугарска православна црква означила почетак свог одвајања. Пошто је цариградски патријарх Кирило VII, погођен овим чином, напустио катедру, његов наследник Јоаким II, после безуспешних покушаја свргавања митрополита Илариона и неколицине бугарских јерараха, пристао је на извесне уступке и после Сабора 1861. обећао је да ће на бугарске епархије неизоставно постављати архијереје бугарске народности или макар са знањем бугарског језика. Бугарско свештенство је у међувремену поставило нове захтеве: да се Бугарима допусти да учествују у изабирању патријарха равноправно са Грцима, да у саставу Цариградског синода буде заступљено шест бугарских архијереја, да се самим Бугарима препусти избор архијереја за своје епархије.
Суочен са растућим незадовољством и немирима у Османском царству, султан је 28. фебруара 1870. обнародовао ферман о оснивању независног бугарског егзархата, чиме је васпостављена независност Бугарске православне цркве и уједно призната засебна бугарска народност. Фебруара 1871. у Цариграду је одржан Први бугарски црквено-народни сабор, у чијем раду су учествовали најугледнији представници националноослободилачког покрета. Сабор је донео Устав Бугарског егзархата. За првог егзарха изабран је 11. фебруара 1872. епископ ловчански Иларион, који се након пет дана повукао са ове дужности; на његово место изабран је митрополит видински Антим, који је 11. маја 1872. свечано прогласио аутокефалију Бугарске православне цркве. Патријаршијски синод у Цариграду је стога предузео репресивне мере (егзарха Антима је лишио свештенства, два митрополита прогласио за одлучене од Цркве и једног епископа анатемисао), али оне нису наишле на одобравање пуноте Православља: Јерусалимски патријарх Кирило II је одлучно одбио да призна одлуке Сабора, епископи Антиохијске цркве потпис свог патријарха оквалификовали су као „израз његовог личног става, али не и мишљења читаве Антиохијске цркве“, а у одбрану Бугара устале су и Румунска и Српска православна црква.
Наследник егзарха Антима Јосиф такође је доживео низ непријатности од стране цариградских власти у доба руско-турског рата. Након ослобођења Бугарске 1878, Бугарском православном црквом управљао је Синод на челу са намесником-председником Синода, док је егзарх наставио да борави у Цариграду и да усмерава своју активност на епархије које су остале у саставу Османског царства; после балканских ратова и коначног ослобођења Балкана од Турака егзарх Јосиф је напустио Цариград и дошао у Софију (1913). У периоду 1921—1922, одржан је Други црквено-народни сабор, у чијем раду су учествовали представници целог народа, и на коме је донет нови Устав Бугарске православне цркве.

### Отклањање раскола
Неспоразуми са Грчком православном црквом дефинитивно су отклоњени 1945, када је представницима Бугарске православне цркве уручен специјални томос о признавању аутокефалије, потписан од стране патријарха Венијамина и свих чланова Светог синода Цариградске цркве. На Трећем црквено-народном сабору 1953. изабран је и свечано интронизован бугарски патријарх Кирил (Марков), кога је 1971. наследио патријарх Максим (Најденов Минков).
Међу догађаје од важности у новије време спада и раскол у Бугарској православној цркви 1993, изазван стварањем паралелног „Синода“ и тежњом за свргавањем патријарха Максима од стране групе јерараха на челу са митрополитом неврокопским Пименом.
И поред деловања у неповољним условима, Бугарска православна црква је у другој половини 20. века постигла значајне резултате у издаваштву, духовном образовању, унапређивању односа са другим помесним црквама, деловању монаштва. Међу манастирима Бугарске православне цркве највећи значај заузимају Рилски из 10. века, Бачковски из 11. века, Тројански, манастир Св. Петра и Павла код Љасковца, манастир Пречисте Богородице Витошке код планине Витоше, манастир Ваведења Пресвете Богородице у Сопоту и Калоферу, као и Зографски манастир Св. Георгија на Светој гори.